# بارائولی
بارائولی (به انگلیسی: Barauli) یک منطقهٔ مسکونی در هند است که در بخش اورنگ‌آباد (بیهار) واقع شده‌است. بارائولی ۲۲ کیلومتر مربع مساحت و ۴۱٬۸۷۷ نفر جمعیت دارد.